# Ремзавод (район Чернігова)
Ремзавод — історично сформована місцевість (район) Чернігова, розташована на території Деснянського адміністративного району.

## Історія
За даними топографічної карти 1943 року, на території сучасного району був розташований колгосп Коти (за назвою села), на схід від сучасного проспекту Миру примикали сади.
2-поверхові житлові будинки були побудовані в післявоєнний період для працівників підприємств «Жовтневий молот» (5 будинків на розі сучасних проспекту Миру і вулиці Кошового, 4-поверховий будинок і 2-поверховий будинок на північ від підприємства) та «171-й завод» (3 будинки на вулиці Кошового).
На початку 1970-х років тут були кілька 2-поверхових будинків і гуртожитки. Новий район в 1970-і роки побудований на місці садів для працівників прилеглих підприємств машинобудівної промисловості: ремонтно-механічного заводу «Жовтневий молот», «Чернігівського заводу автомобільних запасних частин» та ін. Назву району пов'язано з ремонтно-механічним заводом «Жовтневий молот».

## Територія
Ремзавод розташований в північній частині Чернігова. Забудова району багатоповерхова житлова (переважно 5-поверхові будинки), також присутня малоповерхова житлова (2-поверхові будинки по вулиці Кошового). Усередині житлової забудови розташовані установи обслуговування (школи, дитсадки).
З півночі до району примикають індивідуальна забудова (приватні будинки) і територія Чернігівської обласної клінічної лікарні та диспансеру, з півдня — вулиця Олега Кошового, із заходу — нежитлова забудова, зі сходу — спецтериторії (військова частина).
В районі розташовані підприємства «Жовтневий молот» (проспект Миру, 194) і 171-й завод (вулиця О. Кошового, 1). Завод «Жовтневий молот» займався виробництвом вузлів, деталей та приладдя для автомобілів та їх двигунів. Зараз підприємство спеціалізується на управлінні нерухомим майном за винагороду або на основі контракту. На території 171-го заводу розміщені підприємства «Десна-Авто», «РЕМСЕРВІС».

### Вулиці
Проспект Миру, вулиці Волковича, Олега Кошового .

## Соціальна сфера
Є школи (№ 28, 33), дошкільні заклади (№ 53, 59), магазини, ринок «Полісся», відділення зв'язку (№ 29)

## Транспорт
- Тролейбус: 3, 4, 9, 10, 10А
- Автобус: маршрут 21, 22, 10, 25, 25А

Маршрути тролейбусів пов'язують район з історичним центром, Бобровицею, залізничним вокзалом, підприємствами «Сіверянка», «Чернігівський автозавод», «Хімволокно».